# Vince Gilligan
Vince Gilligan   (Richmond, 10 de febrer de 1967) és un escriptor, director i productor estatunidenc. És el creador d'una de les sèries més aclamades de televisió, Breaking Bad i també ha treballat a altres sèries destacades com The X-Files i The Lone Gunmen. Es va graduar a la Tisch School of the Arts de la Universitat de Nova York.

## Biografia
Gilligan va néixer a Richmond, Virgínia, i va créixer a Farmville i Chesterfield County. Després de graduar-se a la L.C. Bird High School, va anar a la Universitat de Nova York (NYU), on va obtenir la llicenciatura en Belles Arts, i el grau en producció de pel·lícules de la NYU's Tisch School of the Arts. Mentre era a NYU, va escriure el guió per a Home Fries, que més tard va ser portada al cinema amb Drew Barrymore i Luke Wilson com a protagonistes. Gilligan va rebre el Virginia Governor's Screenwriting Award el 1999 pel seu guió.

## Carrera
El seu gran èxit es va produir quan va guanyar diversos premis com a productor pel drama televisiu de la Fox, Expedient X (The X-Files). Ell en va ser el coproductor executiu de 44 episodis, el productor executiu de 40, el coproductor de 24 i el productor supervisor de 20. Després de The X-Files, va ser productor executiu de totes trenta episodis de The Lone Gunmen.
Gilligan és conegut per haver creat, escrit, dirigit i produït el drama de l'AMC, Breaking Bad. El 2008 va ser nominat per Primetime Emmy Award com a millor director per l'episodi pilot i el 2012, va ser nominat una altra vegada en la mateixa categoria per l'episodi "Face Off".

## Filmografia

### Cinema
- Wilder Napalm (1993)
- Home Fries (1998)
- Hancock (2008)

## Premis i nominacions

### Nominacions
- 1997. Primetime Emmy a la millor sèrie dramàtica per The X-Files
- 1997. Primetime Emmy al millor guió per a sèrie dramàtica per The X-Files
- 1998. Primetime Emmy a la millor sèrie dramàtica per The X-Files
- 2008. Primetime Emmy al millor director en sèrie dramàtica per Breaking Bad
- 2009. Primetime Emmy a la millor sèrie dramàtica per Breaking Bad
- 2010. Primetime Emmy a la millor sèrie dramàtica per Breaking Bad
- 2012. Primetime Emmy a la millor sèrie dramàtica per Breaking Bad
- 2012. Primetime Emmy al millor director en sèrie dramàtica per Breaking Bad